# Chambre de commerce et d'industrie française au Canada
 (mai 2025).
Pour les articles homonymes, voir CCIFC.
Fondée en 1886, la Chambre de Commerce et d'Industrie Française au Canada (CCIFC) est une organisation à but non lucratif de référence pan-canadienne pour les entreprises souhaitant développer leurs affaires entre la France et le Canada. Elle fait partie du réseau CCI France International, qui regroupe 120 chambres de commerce dans 95 pays et compte un réseau de plus de 35 500 entreprises membres.
Avec plus de 420 entreprises membres et un réseau de 10 000 contacts qualifiés, la CCIFC joue un rôle clé dans la promotion des échanges commerciaux et économiques franco-canadiens.
La CCI Française au Canada est la plus ancienne chambre de commerce étrangère à Montréal et la 3e chambre de commerce de d’industrie française à l’international.

## Fonctions et objectifs
- Accompagner les entreprises françaises dans leur implantation et développement au Canada.
- Faciliter l’accès au marché canadien et favoriser les relations bilatérales.
- Créer des opportunités d’affaires en mettant en relation les entreprises membres.
- Soutenir l'innovation et l’entrepreneuriat grâce à des initiatives adaptées aux besoins des entreprises.
- Renforcer la visibilité des entreprises en leur offrant des plateformes de promotion et de réseautage.

## Notre mission
La mission fondamentale de la CCI Française au Canada est d'accompagner, de faire rayonner et de connecter ses membres dans la durée avec les écosystèmes. Véritable pont entre le Canada et la France, la CCI Française au Canada relie les communautés d’affaires et contribue au développement économique entre nos deux pays. Elle est la porte d’entrée privilégiée des entreprises françaises vers le Canada et l’Amérique du Nord. 

## Nos valeurs
- Intégrité : Agir avec honnêteté et transparence dans toutes nos activités.
- Audace : Encourager l'innovation et prendre des initiatives ambitieuses.
- Impact : Prioriser des actions qui génèrent un bénéfice concret et mesurable pour nos membres.
- Passion : Travailler avec engagement et enthousiasme.

## Notre vision
La vision de la CCI Française au Canada est d'être le vecteur de réussite, un catalyseur de succès économique et social pour ses membres, un créateur de valeur en facilitant des projets innovants, favorisant leur intégration et leur prospérité dans l'écosystème franco-canadien.  
La CCIFC aspire à être la référence incontournable au Canada pour les entreprises françaises et canadiennes, quelle que soit leur taille, et à jouer un rôle d'acteur influent dans les dossiers économiques entre la France, le Québec et le Canada. 

## Centre d'Affaires
La CCI Française au Canada propose des bureaux privatifs et espaces collaboratifs au cœur de Montréal. Ce centre d’affaires offre une infrastructure clé en main, idéale pour les entreprises en phase de démarrage ou d’expansion.

## L'accélérateur Le TransAtlantique
Programme phare de la CCIFC, Le TransAtlantique accompagne les entreprises françaises et canadiennes dans leur expansion internationale. Grâce à un réseau d’experts et de mentors, cet accélérateur leur permet de réussir leur implantation sur les marchés nord-américains et européens.
Propulsé par la CCI Française au Canada, Le TransAtlantique est un accélérateur d’entreprises bilatéral entre la France et le Canada qui a pour mission d'accompagner les startups et PME dans leur projet d'exportation et d'implantation. Grâce à un réseau d’experts et de mentors, cet accélérateur leur permet de réussir leur implantation sur les marchés nord-américains et européens.

## Accompagnement stratégique
- Études de marché et conseils pour comprendre l’environnement des affaires.
- Mission exploratoire
- Aide à l’implantation et démarches administratives (service de domiciliation, portage salarial
- Support en immigration pour entrepreneurs et cadres en mobilité.

La CCI Française au Canada propose une large gamme de services et d'accompagnements destinés à soutenir les entreprises dans leur développement, leur implantation et leurs échanges entre la France et le Canada.

## Relation avec les membres et occasions d'affaires
La CCI Française au Canada favorise les échanges entre ses membres et encourage la création de synergies d’affaires. Grâce à un réseau influent et à des initiatives et opportunités d’affaire de haut niveau, elle permet aux entreprises de :
- Élargir leur réseau en intégrant une communauté dynamique.
- Développer leur visibilité via ses plateformes et événements.
- Trouver des opportunités d’affaires et créer des partenariats stratégiques

## Développement commercial et réseau d'affaires
- Mise en relation ciblée avec des partenaires, clients et fournisseurs potentiels.
- Organisation de rencontres B2B et de missions commerciales.
- Accès à un réseau de 10 000 contacts d’affaires qualifiés.

## Programme Avantages & Privilèges
- Accès à des réductions et offres exclusives auprès des membres de la CCI Française au Canada. En savoir plus.
- Services sur-mesure pour optimiser le développement des entreprises membres.

## Les Clubs
Les Clubs offrent aux membres un espace exclusif où l’échange devient source d’inspiration et de croissance. Ces rencontres permettent d’aborder des défis communs, de partager des expériences et des solutions concrètes. Participer à ces Clubs, c'est s'offrir une pause constructive pour prendre du recul, apprendre des autres et repartir avec des idées nouvelles, une vision enrichie et une motivation renouvelée.
Exclusivement réservés aux membres, ces Clubs se réunissent 3 à 4 fois par an. Ces sessions, basées sur la confidentialité et l'échange entre pair.e.s, offrent une occasion unique de collaborer et d'avancer ensemble.
Plus qu’un simple rassemblement, les Clubs sont un véritable catalyseur d’épanouissement personnel et professionnel

## Faits importants
- Accord de collaboration CCIFC et C3E : Propulsé par la CCI Française au Canada, Le TransAtlantique est un accélérateur d’entreprises bilatéral entre la France et le Canada qui a pour mission d'accompagner les startups et PME dans leur projet d'exportation et d'implantation. Un accélérateur reliant les deux côtés de l’Atlantique : La CCI Française au Canada et le Centre d'excellence en efficacité énergétique (C3E) s'associent pour lancer la première cohorte de l’accélérateur Le Transatlantique à être exclusivement dédiée à la transition énergétique. Cette initiative représente un tournant dans la promotion de l'innovation environnementale entre la France et le Canada, ouvrant ainsi de nouvelles perspectives pour une croissance économique associée à la nécessité du développement durable. Lire le communiqué de presse.
- Gala de Reconnaissance :

Chaque année, la Chambre de commerce et d’industrie française au Canada a l’honneur de reconnaître et de mettre en lumière l’excellence des entreprises françaises et canadiennes qui contribuent activement au dynamisme des relations d’affaires entre la France et le Canada. Placé sous le haut patronage de l’Ambassadeur de France au Canada, le Gala de Reconnaissance constitue un moment fort de l’année, dédié à la célébration des réussites transatlantiques, à la valorisation de partenariats stratégiques et à la réaffirmation de l’engagement de la communauté d’affaires franco-canado-québécoise.
- 2025 - Édition Les Transitions : Honorer les acteurs du changement
- 2024 - Édition ESG - L'avenir à l'honneur
- 2023 – souligne l’année de l’innovation franco-québécoise

- La Team France Export : La CCI Française au Canada est référencée Solutions Team France Export vis-à-vis des entreprises françaises s’adressant au dispositif public de l’export/Business France, pour réaliser des prestations d’ancrage commercial à Montréal. La CCI Française au Canada est ainsi le partenaire des CCI en France, BPI France, des Conseillers du Commerce Extérieurs Français, pour les entreprises françaises cherchant une solution de domiciliation virtuelle, d'hébergement dans le centre d'affaires, d'accueil de VIE, de portage salarial ou encore d'aide à la création d'entité localement.

## Visites ministérielles
- Rencontre alternée des premiers ministres québécois et français : La CCI Française au Canada a eu l’honneur de la visite de Gabriel Attal à l’occasion de la Rencontre Alternée des Premiers Ministres (RAPM) en avril 2024. L’évènement a permis d’honorer la relation directe et privilégiée entre le Québec et la France, fondée sur les liens politiques, mais également sur une relation économique importante. Cette 21e rencontre était donc l'occasion de rappeler l'importance de la communauté d'affaires franco-québécoise et le caractère prioritaire de partenariats économiques dans le contexte de la transition énergétique, un axe majeur que la CCIFC s'engage à promouvoir en 2025. Plus de 400 personnes étaient présentes à la séquence économique codéveloppée par la CCI Française au Canada - CCIFC, la Chamber of Commerce of Metropolitan Montreal et le Montreal Council on Foreign Relations (CORIM) qui a eu lieu au parquet de la Caisse de dépôt et placement du Québec (CDPQ).  Un grand moment pour la communauté franco-québécoise qui regroupait ministres, parlementaires, sénateurs, députés, grands groupes, étudiants, startups et entrepreneurs.  Un panel économique inspirant sur la thématique de la transition énergétique avec comme panélistes Yves Noel P.Eng., MBA, Michèle Landry, Julie Flynn et Jérémy LE JAN précédait l’échange entre le Premier ministre Gabriel Attal et le Premier ministre Francois Legault. En savoir plus.

- Visite Présidentielle : Lors de la visite officielle du président français Emmanuel Macron en septembre 2024, la France et le Canada ont réaffirmé leur volonté de renforcer leur partenariat stratégique dans des secteurs essentiels tels que l'intelligence artificielle, les sciences de la vie, l'aéronautique, les minéraux critiques et la décarbonation. Lors de cette visite, les dirigeants ont annoncé trois déclarations importantes qui harmoniseront les travaux du Canada et de la France en vue de préserver la paix et la sécurité, de prendre des mesures climatiques ambitieuses, de protéger l’environnement et d’exploiter de manière responsable le plein potentiel de l’intelligence artificielle (IA). La première de ces trois déclarations, la Déclaration Canada-France relative à un partenariat renforcé en matière de défense et de sécurité. La deuxième, la Déclaration Canada-France sur l’océan, les dirigeants ont souligné le rôle vital des océans pour l’environnement, le climat, l’économie et la sécurité alimentaire et énergétique dans le monde entier. Enfin, la Déclaration Canada-France sur l’intelligence artificielle. Cette déclaration réitère l’engagement de nos pays en faveur d’une utilisation sûre de l’IA dans le respect des droits de la personne et des valeurs démocratiques. En savoir plus.

## Direction
Présidée par Francis Repka depuis juin 2023. Lui a succédé Nathalie Viens.
La Directrice Générale est Christelle Rousseau depuis le 1er décembre 2023. Elle succède à Julien Tougeron, qui lui-même succédait à Sandrine Perreault.
La CCI Française au Canada est bien plus qu’une chambre de commerce : elle est un accélérateur de croissance, un catalyseur d’opportunités et un partenaire stratégique pour toute entreprise souhaitant s’implanter ou se développer entre la France et le Canada.
Rejoindre la CCIFC, c’est intégrer un réseau influent, bénéficier d’un accompagnement personnalisé et maximiser ses chances de succès sur le marché nord-américain et européen.
Pour plus d’informations : www.ccifcmtl.ca